# Stroppa (famiglia)
Gli Stroppa o Struppa furono una famiglia nobiliare genovese.

## Storia
Originari del borgo di Struppa, dal 1926 quartiere di Genova, da cui prenderebbe il nome che deriverebbe dal termine genovese "strouppa", ovvero insieme di genti od animali.
Venne ascritta alla nobiltà genovese nel 1170 e confluita nell'albergo Salvago nel 1528.
Uno dei rappresentanti più illustri della famiglia fu Araone da Struppa, diplomatico ed ammiraglio al servizio della Repubblica di Genova.

## Arma
L'arma della famiglia Stroppa era di rosso alla fascia d'oro, ad un tortello sul tutto d'argento ornato di un'aquila coronata di nero.